# Atractus obtusirostris
Atractus obtusirostris är en ormart som beskrevs av Werner 1916. Atractus obtusirostris ingår i släktet Atractus och familjen snokar. Inga underarter finns listade.
Denna orm förekommer i Colombia mellan bergstrakterna Cordillera Central och Cordillera Oriental. Den lever i kulliga områden och på bergstrakternas sluttningar mellan 225 och 2200 meter över havet. Flera exemplar hittades i skogar men det är oklart om Atractus obtusirostris kan leva i andra habitat. Individerna gräver ofta i lövskiktet eller i det översta jordlagret. Honor lägger ägg.
Det saknas informationer hur landskapsförändringar påverkar beståndet. IUCN kategoriserar arten globalt som otillräckligt studerad.